# منتخب نيوزيلندا لكرة اليد للسيدات
منتخب نيوزيلندا لكرة اليد للسيدات هو الممثل الرسمي لنيوزيلندا في رياضة كرة اليد. شارك في بطولة أوقيانوسيا لكرة اليد 7 مرات وكانت المشاركة الأولى في سنة 1997، كان أفضل مركز له فيها هو الثاني.